# Mafalda Molinari
Mafalda Molinari (Acuto, 4 ottobre 1923 – Civitavecchia, 19 ottobre 2015) è stata un'imprenditrice e politica italiana.

## Biografia
Primogenita dei sei figli di Angelo Molinari, fu tra le prime donne a rivestire un ruolo attivo nell'imprenditoria degli anni quaranta e cinquanta, affiancando il padre e il fratello nella gestione dell'azienda di famiglia, la Molinari, produttrice dell'omonima sambuca. Nel maggio del 1945, uno dei suoi fratelli minori, il ventenne Mario Molinari, tenente della Guardia Nazionale Repubblicana, fu tra le vittime dell'eccidio di Cadibona: fu questo episodio personale a guidare Mafalda in quella che poi divenne la sua vita politica, inizialmente come consigliera comunale a Civitavecchia tra le file del Movimento Sociale Italiano.
Mafalda, che non si sposò mai e non ebbe figli e che per questo motivo era meglio nota come "la signorina", conservò la guida dell'azienda Molinari anche in seguito alla morte del padre, avvenuta nel 1975, occupandosi soprattutto della gestione amministrativa. Alla memoria del padre defunto intitolò un ente benefico, la Fondazione Angelo Molinari, impegnata in attività filantropiche in campo sanitario e sociale. La signorina Molinari sostenne, inoltre, in varie occasioni le casse del proprio partito in un'epoca in cui non esisteva ancora il finanziamento pubblico ai partiti e pertanto le attività erano rette esclusivamente dal sostegno economico dei propri iscritti e militanti.
In occasione delle elezioni politiche del 1994, Mafalda Molinari fu candidata al Senato della Repubblica come esponente della coalizione del Polo del Buon Governo. Risultò la più suffragata al collegio uninominale, raccogliendo oltre sessantamila preferenze. Nel corso della sua permanenza al Senato, fu assegnata inizialmente all'ottava commissione permanente (Lavori pubblici, comunicazioni) e in seguito alla quinta (Bilancio). Non fu candidata alle successive elezioni, tornando a dedicarsi a tempo pieno all'attività di imprenditrice.
Mafalda Molinari morì a Civitavecchia pochi giorni dopo il suo novantaduesimo compleanno, ricevendo il cordoglio unanime delle varie forze politiche cittadine. In seguito alla sua scomparsa, la Fondazione da lei istituita in memoria del padre, venne ribattezzata Fondazione Angelo e Mafalda Molinari. Nell'ottobre del 2022, a sette anni dalla morte, il consiglio comunale di Civitavecchia conferì, con voto unanime, a Mafalda Molinari la cittadinanza onoraria.